# 電気保安協会全国連絡会
電気保安協会全国連絡会（でんきほあんきょうかいぜんこくれんらくかい）は、日本国内に10ある一般財団法人電気保安協会を統括する全国ネットワーク組織。2012年に電気保安協会全国連絡会議から電気保安協会全国連絡会に名称変更。

## 協会概要
- 設立: 1968年
- 会長: 武部俊郎（関東電気保安協会 理事長）[1]
- 副会長: 市川弥生次（中部電気保安協会 理事長）、山地進（関西電気保安協会 理事長）[1]
- 監事: 須河元信（北陸電気保安協会 理事長）[1]
- 事務局長：本多隆（電気保安協会全国連絡会 事務局長）

## 事業内容
- 各電気保安協会への連絡・情報提供
- 経済産業省・資源エネルギー庁等への意見・提言
- 電気保安技術の研究・調査
- 各電力会社との連携事業

## その他
- 会長・副会長は各電気保安協会の理事長から選出される。
- 電力会社以外の各資源関連の協会とも連携・情報交換等の協力関係にある。

## 加盟電気保安協会
10協会が加盟している。
- 一般財団法人北海道電気保安協会
- 一般財団法人東北電気保安協会
- 一般財団法人関東電気保安協会
- 一般財団法人中部電気保安協会
- 一般財団法人北陸電気保安協会
- 一般財団法人関西電気保安協会
- 一般財団法人中国電気保安協会
- 一般財団法人四国電気保安協会
- 一般財団法人九州電気保安協会
- 一般財団法人沖縄電気保安協会